# Reinhold Kühn

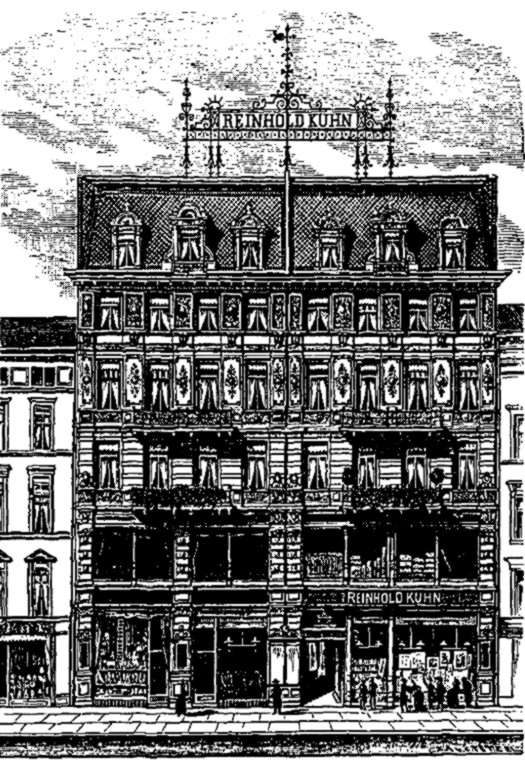
Geschäftshaus Reinhold Kühn in der Leipziger Straße

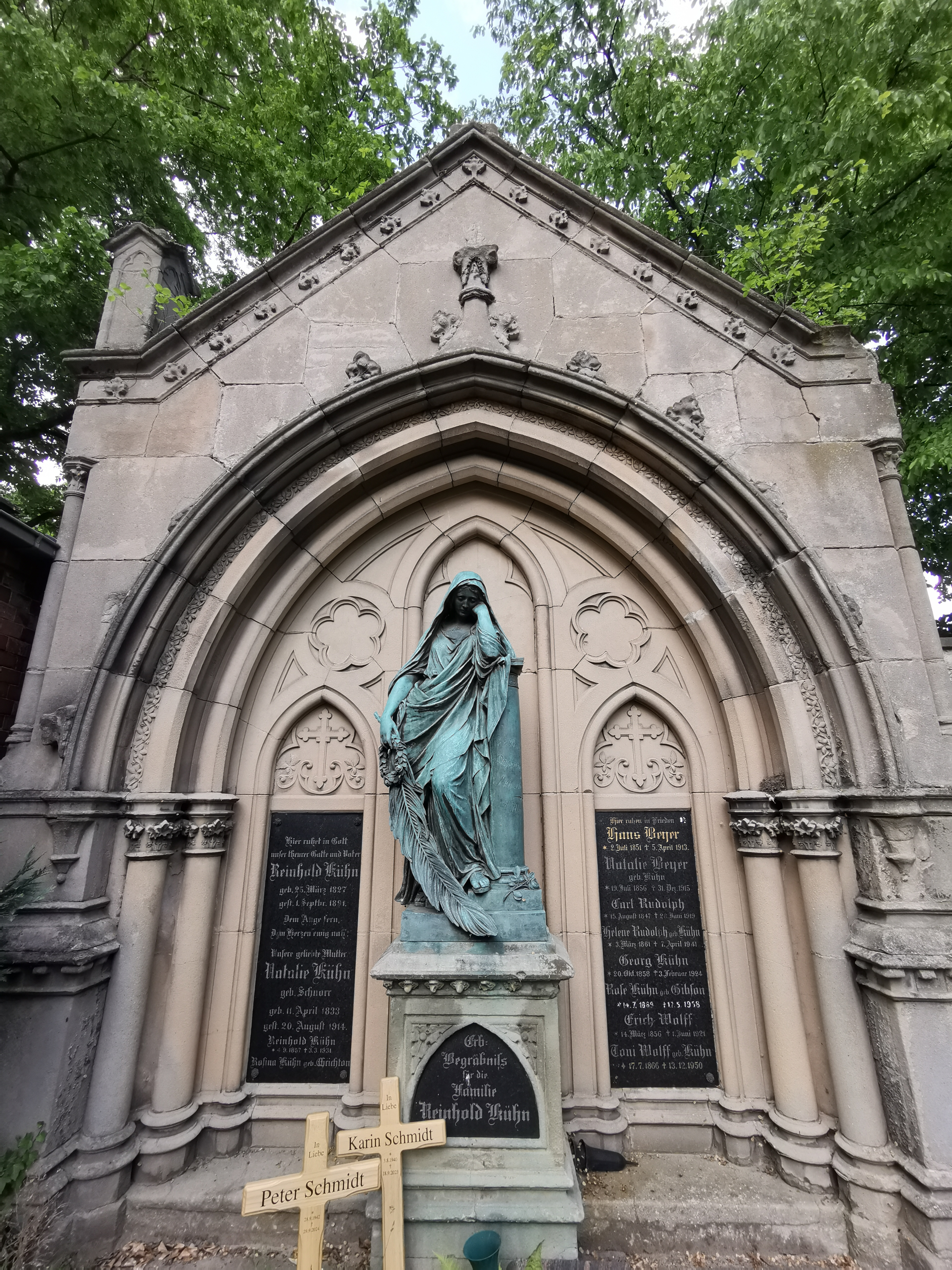
Familiengrab Kühn auf dem Gemeindefriedhof Alt-Schöneberg (Ostwand 18)

Die Reinhold Kühn AG war eine deutsche Verlagsanstalt, Buchdruckerei und Papierhandlung mit Sitz in Alt-Berlin. Sie bestand zwischen etwa 1860 und 1954.

## Geschichte
Die Reinhold Kühn AG ist aus der 1853 in Berlin gegründeten Firma Reinhold Kühn hervorgegangen. Reinhold Kühn (1827–1891) war Sohn von Gustav Kühn (1794–1868), der in Neuruppin die Neuruppiner Bilderbogen druckte, und Bruder von Bernhard (1819–1889), der Nachfolger des Vaters wurde; sein Onkel Carl (1782–1860) besaß bereits eine Papiermühle und Druckerei in Pankow.
Inhaber der Firma wurde Georg Friedrich Wilhelm Eberhard Kühn (* 20. Oktober 1858; † 3. Februar 1924), der, bereits Hoflieferant und Kommerzienrat, am 21. September 1903 den Titel eines Geheimen Kommerzienrats erhielt.
Am 23. Dezember 1922 wurde die Firma Reinhold Kühn in eine Aktiengesellschaft umgewandelt. Reinhold Maximilian Eberhard Kühn (* 3. September 1895; † 1947), Sohn von Georg Friedrich Wilhelm Kühn, war Vorstand und Großaktionär der AG. Weitere Aktionäre waren die Brüder Erich Felix Georg Johann Bernhard und Gustav Wilhelm Helmut Kühn. Das Grundkapital betrug 150.000 RM.
Der Sitz der Verwaltung befand sich in Berlin, Leipziger Straße 115/116 und die Druckerei in der Gneisenaustraße 67, ebenfalls in Berlin. Insgesamt betrug der Grundbesitz 2618 m², davon 1740 m² bebaut.
Nach dem Zweiten Weltkrieg wurde Reinhold Maximilian Eberhard Kühn am 9. Juni 1945 verhaftet; weil er angeblich Schriften und Formulare für das Militär herstellte. Er starb am 10. Mai 1947 in sowjetischer Gefangenschaft im Lager Buchenwald 2 an einer Darminfektion (Enterokolitis).
Laut Verfügung der amerikanischen Militärregierung vom 9. November 1945 wurden zunächst Artur Bröge und Heinz Kemper als Treuhänder eingesetzt. Am 16. Januar 1946 wurde Artur Bröge als alleiniger Treuhänder der Reinhold Kühn AG bestellt. Treuhänder und Leiter des Betriebes wurde im Juli 1947 Max Melzer. Im Jahr 1954 wurde die Insolvenz der Reinhold Kühn AG festgestellt.

## Nachweise und Bemerkungen
1. ↑  Hans Ries: Kühn, Gustav. In: Neue Deutsche Biographie (NDB). Band 13, Duncker & Humblot, Berlin 1982, ISBN 3-428-00194-X, S. 193 f. (Digitalisat).
2. ↑  Offizieller Anzeiger für Gesetzgebung und Staatsverwaltung, Mecklenburg-Strelitz, 1903.
3. ↑  Namens-Stammaktien 1000 Stück zu je 1000 RM.
4. ↑  Geschäfts-Anzeigen. In: Berliner Adreßbuch, 1888, Ende Band 1, S. 76. „Hof-Buchhandlung, Hof-Buchdruckerei Reinhold Kühn“.
5. ↑  unter der ICB No.: 5001 registriert.